# Mazamni
Mazamni este o comună rurală din departamentul Mirriah, regiunea Zinder, Niger, cu o populație de 6.414 locuitori (2001).